# ベニエガイ
ベニエガイ（紅江貝、Barbatia fusca）は、フネガイ科、エガイ属 Barbatiaに属する二枚貝である。

## 形態
約5cm以下の円形の厚い貝殻をもつ。殻の色は暗赤褐色で白い2条の放射線が殻頂から伸びる。殻の表面にはヒゲが生え、後部の放射肋約3本に沿ったヒゲは特に長い。軟体部はフネガイ科の特徴として、足糸 (byssus)で岩などに固着してくらすため足は発達しない。前後に閉殻筋がある。水管は無い。中央部に鰓が斜めに広がり、本種の鰓は緑色を帯びる。

## 生態
足糸を殻の開口部から出して、潮間帯下の岩礁の隙間や岩石の下またはサンゴのかけらに固着してくらす。

## 分布
紀伊半島以南、インド-西太平洋に産する。

## 化石
三浦半島諸磯の完新世の地層から化石が見つかっている。

## 人との関係
江戸時代後期の武蔵石壽による目八譜(もくはちふ)に、紅江介が図示されている。